# Rivceak-Stepanivka, Nosivka
Rivceak-Stepanivka (în ucraineană Рівчак-Степанівка) este localitatea de reședință a comunei Rivceak-Stepanivka din raionul Nosivka, regiunea Cernihiv, Ucraina.

## Demografie
Componența lingvistică a localității Rivceak-Stepanivka
     Ucraineană (97,61%)
     Rusă (2,27%)
     Alte limbi (0,13%)
Conform recensământului din 2001, majoritatea populației localității Rivceak-Stepanivka era vorbitoare de ucraineană (97,61%), existând în minoritate și vorbitori de rusă (2,27%).